# Mariage par correspondance
Pour plus de détails, voir Fiche technique et Distribution.
Mariage par correspondance est un film français réalisé par Georges Méliès, sorti en 1904 au début du cinéma muet.
Il est à noter qu'une fiction télévisée réalisée par Anne Wheeler et sortie en 2008 porte également comme titre Mariage par correspondance.